# Teodor I z Montferratu
Teodor I Paleolog z Montferratu (ur. 1290  – zm. 24 kwietnia 1338) – markiz Montferratu w latach 1306-1338.

## Życiorys
Syn cesarza bizantyńskiego Andronika II Paleologa i Jolanty z Montferratu. Andronik pojął Jolantę, ponieważ była spadkobierczynią tytułu władczyni „Królestwa Thessaloniki”, który został uzyskany przez jej przodka Bonifacego z Montferratu, uczestnika czwartej krucjaty. Dzięki temu ród hrabiów de Montferrat przestał rościć sobie prawa do niego, a co za tym idzie pretensji do ziem bizantyńskich. W 1305 Teodor odziedziczył markizat Montferratu po swym bezdzietnym wuju Janie I (1292–1305). Teodor Paleolog był ożeniony od 1306 z Argentiną, córką Opicino Spinola. W 1325 za sprawą Teodora I - Joanna, córka Amadeusza V Sabaudzkiego poślubiła Andronika III Paleologa. W 1320 w Casale Monferrato jej brat Aimone Spokojny pojął za żonę córkę Teodora I - Jolantę (ur. 1318, zm. 24 grudnia 1342). Następca Teodora I był Jan II Paleolog (1338-1372).